# Colegiul Național Pedagogic „Spiru Haret“ din Focșani
Colegiul Național Pedagogic „Spiru Haret” din Focșani este o școală care fost înființată pentru a pregăti învățători și educatoare care să acopere necesarul de cadre didactice din Vrancea, în învățământul preșcolar și pregimnazial. La nivel național actul de naștere este Legea instrucției publice din 1864, care a dus la înființarea de școli normale, care au funcționat până în 1948, când au fost înlocuite cu școlile pedagogice de învățători, apoi cu liceele pedagogice. Prima Școală Normală din Focșani a apărut în 1869 - până atunci elevii din județul Putna fiind trimiși ca bursieri la școlile specializate din județele limitrofe și la București si Iași. Școala Normală din Focșani a avut o experiență zbuciumată, de multe ori întreruptă din motive materiale sau din cauza reorganizărilor administrative.